# Adiguèsia
La República d'Adiguèsia, (/ˌɑːdɪˈɡeɪə/ ;  també coneguda com a Adiguèsia, és una república de Rússia. Està situada al Caucas del Nord. La república forma part del Districte Federal Sud, i cobreix una àrea de 7,792 kilòmetres quadrats, amb una població d'aproximadament 496.934 habitants. És un enclavament dins del krai de Krasnodar i és el cinquè subjecte federal rus més petit per àrea. Maikop és la capital i la ciutat més gran d'Adiguèsia, llar d'un terç de la població de la república.
Adiguèsia és una de les repúbliques ètniques de Rússia, que representa principalment el poble indígena circassià que constitueix el 25% de la població de la República, mentre que els russos són majoria amb el 60% i conté també poblacions minoritàries d'armenis i ucraïnesos. Les llengües oficials d'Adiguèsia són l'adigué i el rus.

## Geografia
Adiguèsia es troba al districte federal sud de Rússia de l'est d'Europa, als peus del nord-oest del Caucas al sistema de les muntanyes del Caucas, amb planes a les zones del nord i muntanyes a la zona sud. Els boscos (principalment de faig, roure i auró) cobreixen gairebé el 40% del seu territori.
- Superfície — 7,792 km2 (3,009 sq mi) .
- Fronteres : la República d'Adiguèsia està completament envoltada pel krai de Krasnodar.
- Punt més alt - Muntanya Chugush : 3,238 m (10,623 ft) .

### Rius

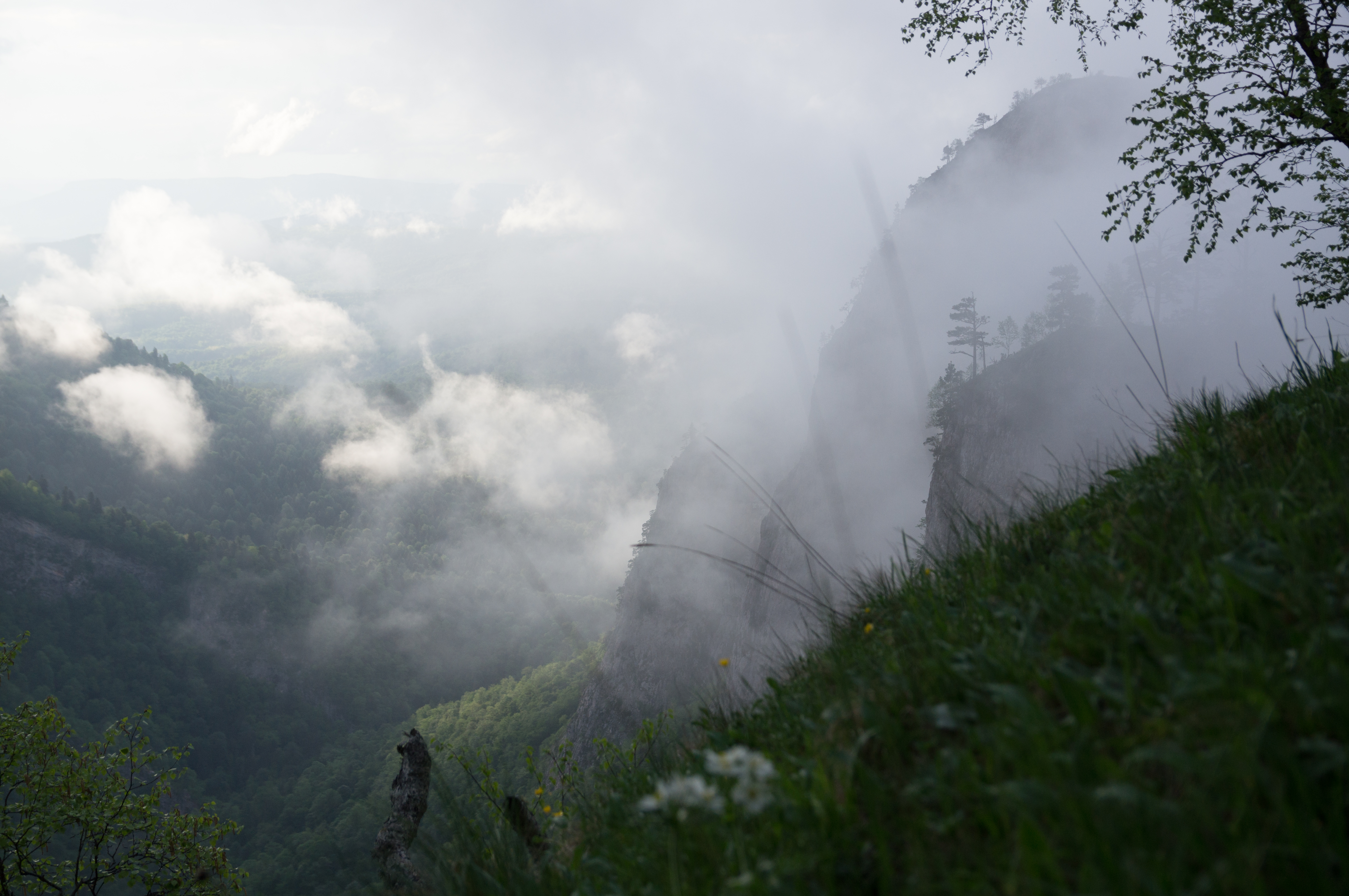
Capçalera del riu Khodz, regió endèmica

Els 870 kilòmetres del llarg riu Kuban és un dels principals rius navegables de la regió del Caucas. Forma part de la frontera nord entre la República d'Adiguèsia i el krai de Krasnodar.</br> Altres rius inclouen:
- Riu Belaya
- Riu Chokhrak
- Riu Dakh
- Riu Fars
- Riu Khodz
- Riu Kisha
- Riu Bolshaya Laba - (formant part de la frontera oriental entre Adygea i Krasnodar Krai)
- Riu Psekups
- Riu Pshish
- Riu Sakhray
- Riu Sukhoy Kurdzhips: flueix a prop del jaciment arqueològic de la cova de Mezmaiskaya.[2]

### Llacs

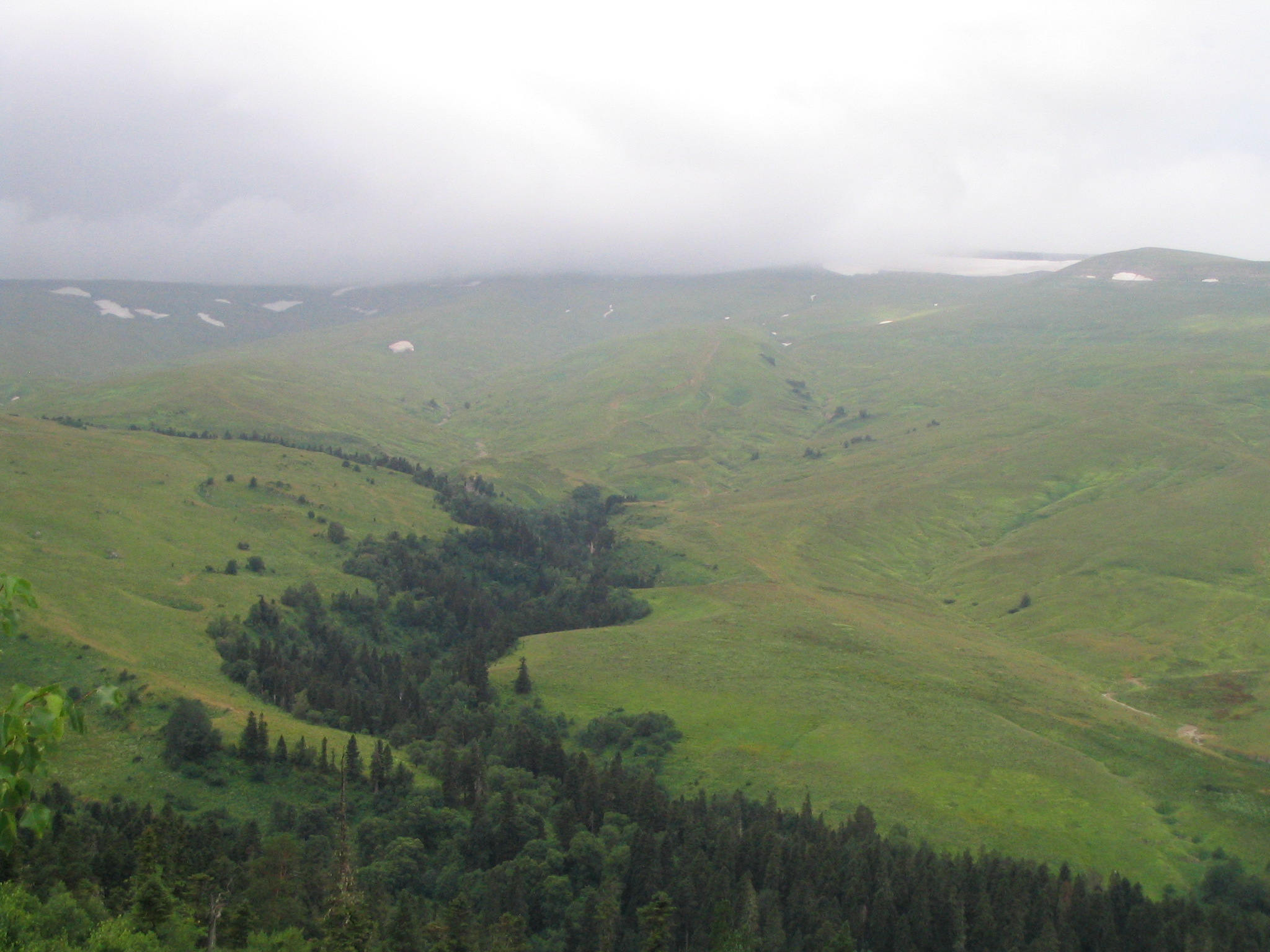
Zona Lago-Naki a Adiguèsia

La república no té grans llacs. Tanmateix, els diversos grans embassaments inclouen:
- Embassament de Krasnodarskoye
- Embassament d'Oktyabrskoye
- Embassament de Shapsugskoye
- Embassament de Tshchitskoye

### Muntanyes

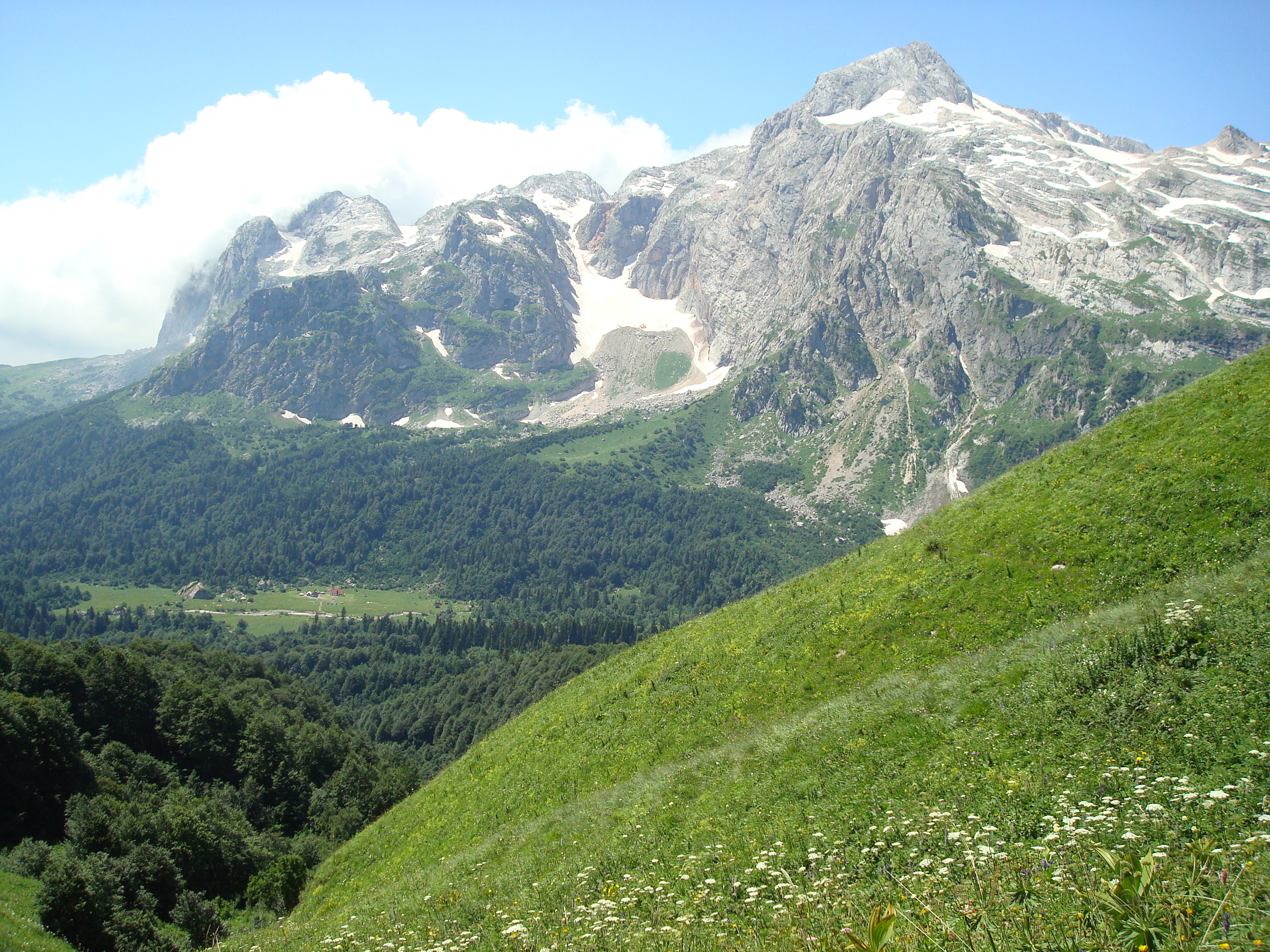
Mont Fisht

Les muntanyes i cims més importants de la república oscil·len entre 2,000–3,238 metres (6,562–10,623 ft), i inclouen:
- Muntanya Chugush - 3,238 m (10,623 ft)
- Mount Fisht — 2,868 m (9,409 ft)
- Muntanya d'Oshten
- Muntanya Pseashkho
- Muntanya Shepsi

### Recursos naturals
La república és rica en petroli i gas natural. Altres recursos naturals inclouen l'or, la plata, el tungstè i el ferro.

### Clima
- Temperatura mitjana de gener : −0.5 °C (31.1 °F)
- Temperatura mitjana de juliol : +23 °C (73 °F)
- Precipitació mitjana anual : 70 centimetres (28 in)

## Història

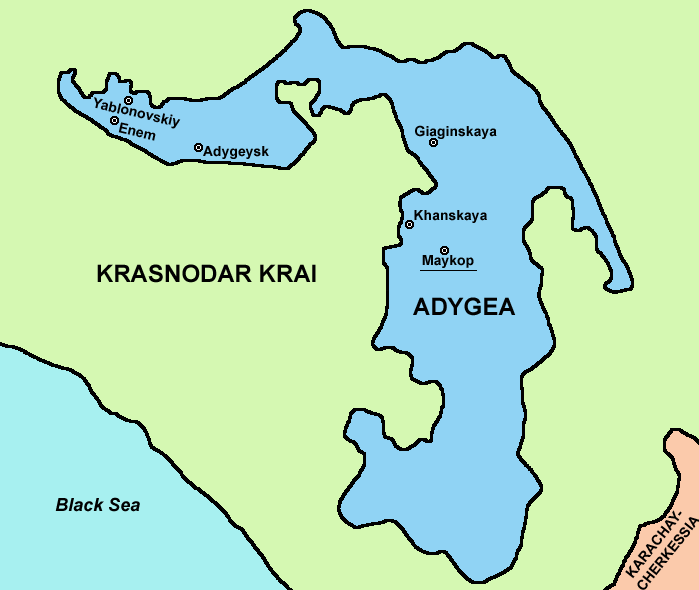
Mapa d'Adiguèsia

La província autònoma de Cherkess (Adiguèsia) es va establir dins de la RSFS Russa el 27 de juliol de 1922, als territoris de l'òblast de Kuban-Mar Negre, poblats principalment pel poble adigué. En aquella època, Krasnodar era el centre administratiu. Va passar a anomenar-se província autònoma d'Adiguèsia (Cherkess) el 24 d'agost de 1922, poc després de la seva creació. Durant els dos primers anys de la seva existència, l'òblast autònom va formar part de la RSFS russa, però el 17 d'octubre de 1924, va ser transferit a la jurisdicció del recentment creat Krai del Caucas del Nord dins de la RSFSR.
Va ser rebatejada com a Òblast Autònom Adigué (AO) el juliol de 1928. El 10 de gener de 1934, l'òblast autònom va passar a formar part del nou Krai d'Azov-Mar Negre, que va ser eliminat del Krai del Caucas del Nord. Maikop es va convertir en el centre administratiu de l'òblast autònom el 1936. L'OA d'Adiguèsia va passar a formar part del krai de Krasnodar quan es va establir el 13 de setembre de 1937.
El 3 de juliol de 1991, l'òblast va ser elevat a l'estatus de república sota la jurisdicció de la Federació Russa. El primer president de la república va ser Aslan Dzharimov, escollit el 5 de gener de 1992.
Les relacions entre els adigués i els russos ètnics a Adiguèsia són actualment bones. Els russos representen dos terços de la població a Adiguèsia. L'actual president d'Adiguèsia és Murat Kumpilov.

## Política

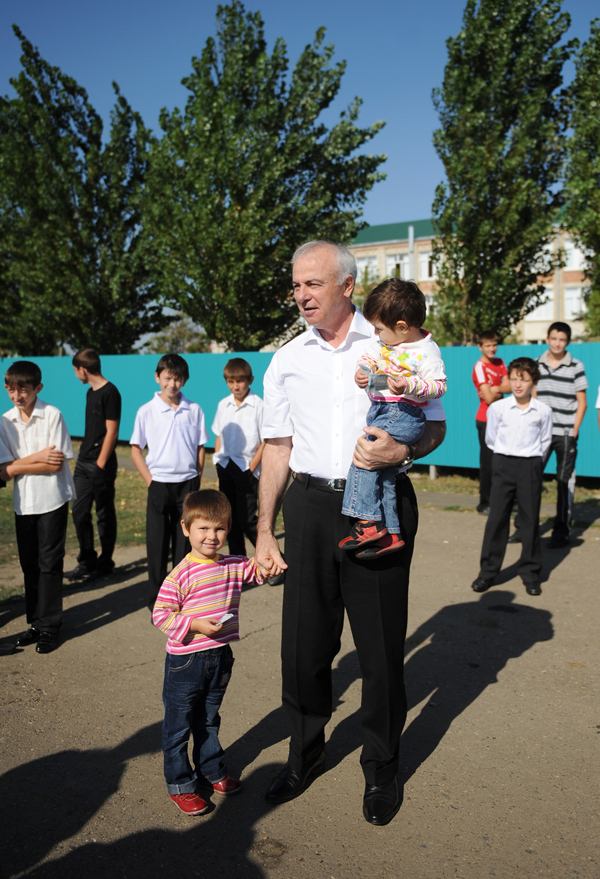
L'antic cap de la República d'Adiguèsia, Aslan Tkhakushinov, el 2010.

El cap de l'executiu del govern de la República d'Adiguèsia és el Cap (anomenat "President" fins al maig de 2011), que és nomenat per a un mandat de cinc anys. El domini de l'llengua adigué és un requisit previ per al candidat.
L'actual cap, Murat Kumpilov (des del 27 de gener de 2017), va succeir a Aslan Tkhakushinov, inicialment com a cap en funcions de la regió. També hi ha un Consell d'Estat elegit directament (Khase o Xase, que no s'ha de confondre amb l'Adyghe Khase, una unió d'Adyghe que va donar suport a Sovmen per a un segon mandat), que comprèn el Consell de Representants i el Consell de la República. Tots dos consells s'elegeixen cada cinc anys i tenen 27 diputats cadascun.
La República envia tres representants al parlament de la Federació Russa; un a la Duma Estatal i els altres dos al Consell de la Federació.
La Constitució de la República d'Adygea es va aprovar el 14 de maig de 1995.

## Divisions

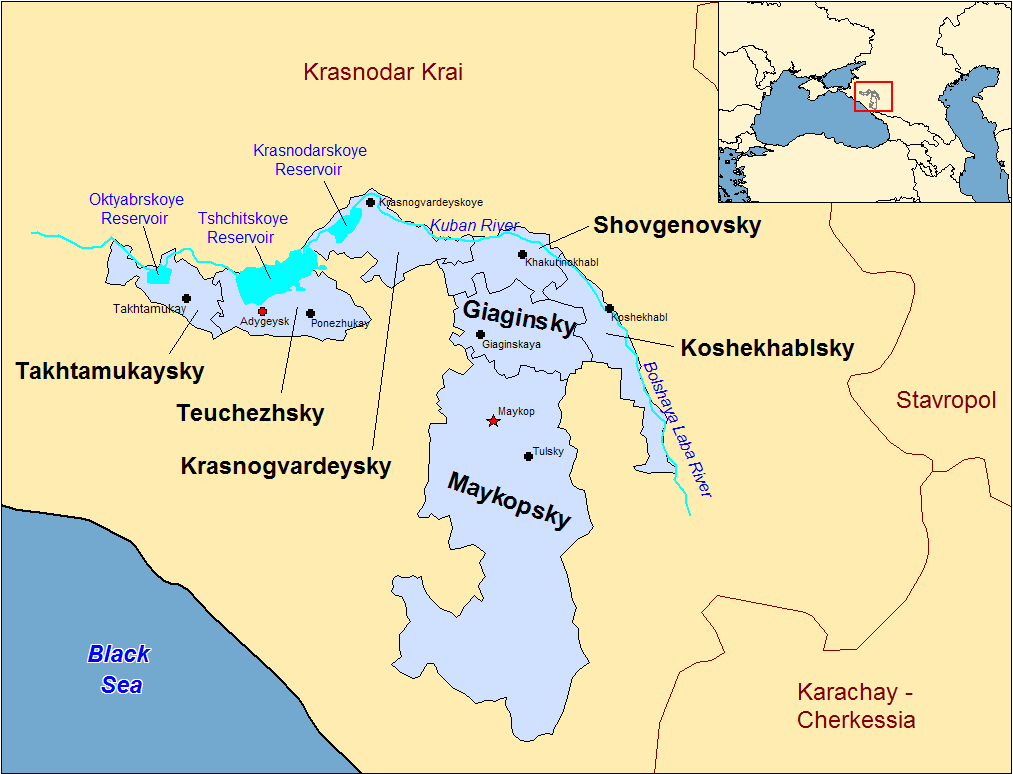
Divisions administratives de la República d'Adiguèsia

La República d'Adiguèsia està dividida administrativament en set districtes (raions), dues ciutats/pobles i (a un nivell administratiu inferior) cinc assentaments de tipus urbà. Municipalment, la república es divideix en dos okrugs urbans, cinc assentaments urbans i 46 assentaments rurals.
| Nom                                         | Nom local                      | Zona en km² | Població del Cens de 2010 | Població Estimada a 1 de gener de 2018 |
| ------------------------------------------- | ------------------------------ | ----------- | ------------------------- | -------------------------------------- |
| Ciutats (districtes municipals republicans) |                                |             |                           |                                        |
| Maykop                                      | Городской округ </br> Майкоп   | 58.6        | 166.540                   | 165.279                                |
| Adygeysk                                    | Городской округ </br> Адыгейск | 32.4        | 14.659                    | 15.207                                 |
| Districtes                                  |                                |             |                           |                                        |
| Districte de Giaginsky                      | Гиагинский м. р.               | 790,0       | 31.766                    | 31.394                                 |
| Districte de Koshekhablsky                  | Кошехабльский м. р.            | 606,7       | 30.422                    | 29.726                                 |
| Districte de Krasnogvardeysky               | Красногвардейский м. р.        | 725,5       | 30.868                    | 31.765                                 |
| Districte de Maykopsky                      | Майкопский м. р.               | 3.667,4     | 58.439                    | 60.107                                 |
| Districte de Takhtamukaysky                 | Тахтамукайский м. р.           | 440,0       | 69.662                    | 82.909                                 |
| Districte de Teuchezhsky                    | Теучежский м. р.               | 710,0       | 20.643                    | 20.802                                 |
| Districte de Shovgenovsky                   | Шовгеновский м. р.             | 521.4       | 16.997                    | 16.187                                 |
| República Adygea                            | Республика Адыгея              | 7.600,0     | 439.996                   | 453.376                                |

- Observeu "м.р." a dalt és una abreviatura de "муниципальный район" (Districte Municipal)

## Demografia
- Població: 439.996 (Cens 2010)
- Esperança de vida:[11][12]

|          | 2019      | 2021      |
| -------- | --------- | --------- |
| Mitjana: | 73,8 anys | 71,2 anys |
| Home:    | 69,1 anys | 66,6 anys |
| Dona:    | 78,4 anys | 75,8 anys |

### Estadístiques vitals
Font: Servei d'Estadística de l'Estat Federal de Rússia Arxivat April 12, 2008, a Wayback Machine. </link>
|      | Població Mitjana | Naixements | Morts | Canvi natural | Taxa bruta de natalitat (per 1000) | Taxa bruta de mortalitat (per 1000) | Canvi natural(per 1000) | Taxa de Fertilitat |
| ---- | ---------------- | ---------- | ----- | ------------- | ---------------------------------- | ----------------------------------- | ----------------------- | ------------------ |
| 1970 | 386,000          | 5,681      | 3,307 | 2,374         | 14.7                               | 8.6                                 | 6.2                     |                    |
| 1975 | 396,000          | 5,900      | 3,907 | 1,993         | 14.9                               | 9.9                                 | 5.0                     |                    |
| 1980 | 409,000          | 6,610      | 4,828 | 1,782         | 16.2                               | 11.8                                | 4.4                     |                    |
| 1985 | 423,000          | 6,966      | 5,283 | 1,683         | 16.5                               | 12.5                                | 4.0                     |                    |
| 1990 | 436,000          | 6,171      | 5,375 | 796           | 14.2                               | 12.3                                | 1.8                     | 2.06               |
| 1991 | 439,000          | 5,912      | 5,905 | 7             | 13.5                               | 13.5                                | 0.0                     | 1.96               |
| 1992 | 444,000          | 5,306      | 5,969 | - 663         | 12.0                               | 13.5                                | -1.5                    | 1.73               |
| 1993 | 447,000          | 4,774      | 6,662 | -1 888        | 10.7                               | 14.9                                | -4.2                    | 1.54               |
| 1994 | 449,000          | 4,907      | 6,519 | -1 612        | 10.9                               | 14.5                                | -3.6                    | 1.59               |
| 1995 | 450,000          | 4,798      | 6,475 | -1 677        | 10.7                               | 14.4                                | -3.7                    | 1.55               |
| 1996 | 450,000          | 4,625      | 6,382 | -1 757        | 10.3                               | 14.2                                | -3.9                    | 1.49               |
| 1997 | 450,000          | 4,430      | 6,302 | -1 872        | 9.8                                | 14.0                                | -4.2                    | 1.42               |
| 1998 | 451,000          | 4,340      | 6,245 | -1 905        | 9.6                                | 13.9                                | -4.2                    | 1.38               |
| 1999 | 450,000          | 3,879      | 6,215 | -2 336        | 8.6                                | 13.8                                | -5.2                    | 1.22               |
| 2000 | 448,000          | 4,071      | 6,710 | -2 639        | 9.1                                | 15.0                                | -5.9                    | 1.27               |
| 2001 | 447,000          | 4,212      | 6,566 | -2 354        | 9.4                                | 14.7                                | -5.3                    | 1.31               |
| 2002 | 447,000          | 4,540      | 6,715 | -2 175        | 10.2                               | 15.0                                | -4.9                    | 1.39               |
| 2003 | 446,000          | 4,634      | 6,929 | -2 295        | 10.4                               | 15.6                                | -5.2                    | 1.40               |
| 2004 | 444,000          | 4,648      | 6,645 | -1 997        | 10.5                               | 15.0                                | -4.5                    | 1.37               |
| 2005 | 443,000          | 4,550      | 6,726 | -2 176        | 10.3                               | 15.2                                | -4.9                    | 1.32               |
| 2006 | 441,000          | 4,606      | 6,686 | -2 080        | 10.4                               | 15.2                                | -4.7                    | 1.33               |
| 2007 | 440,000          | 5,210      | 6,454 | -1 244        | 11.8                               | 14.7                                | -2.8                    | 1.50               |
| 2008 | 440,000          | 5,601      | 6,558 | - 957         | 12.7                               | 14.9                                | -2.2                    | 1.60               |
| 2009 | 439,000          | 5,513      | 6,219 | - 706         | 12.5                               | 14.2                                | -1.6                    | 1.66               |
| 2010 | 439,000          | 5,721      | 6,065 | - 476         | 13.0                               | 14.1                                | -1.1                    | 1.70               |
| 2011 | 441,000          | 5,511      | 6,197 | - 554         | 12.5                               | 13.8                                | -1.3                    | 1.66               |
| 2012 | 444,000          | 5,700      | 5,924 | - 224         | 12.9                               | 13.4                                | -0.5                    | 1.71               |
| 2013 | 445,000          | 5,568      | 5,814 | - 246         | 12.5                               | 13.1                                | -0.6                    | 1.68               |
| 2014 | 448,000          | 5,699      | 5,938 | - 239         | 12.7                               | 13.3                                | -0.6                    | 1.73               |
| 2015 | 450,000          | 5,613      | 5,841 | - 228         | 12.5                               | 13.0                                | -0.5                    | 1.72               |
| 2016 | 453,000          | 5,451      | 5,818 | - 367         | 12.1                               | 12.9                                | -0.8                    | 1.69(e)            |
| 2017 | 453,000          | 4,758      | 5,734 | - 976         | 10.5                               | 12.7                                | -2.2                    |                    |
| 2019 |                  | 4,184      | 5,654 | - 1,470       | 9.1                                | 12.3                                | -3.2                    |                    |
| 2020 |                  | 4,419      | 6,154 | - 1,735       | 9.5                                | 13.3                                | -3.8                    |                    |

### Grups ètnics
Segons el cens de 2021, els russos ètnics representen el 64,4% de la població total de la república, mentre que els adigués són el 25,7%. Altres grups inclouen els armenis (3,3%), els kurds (1,2%), els romaní (0,7%) i els ucraïnesos (0,6%).
| Grups Ètnics | Cens de 1926 | Cens de 1926 | Cens de 1939 | Cens de 1939 | Cens de 1959 | Cens de 1959 | Cens de 1970 | Cens de 1970 | Cens de 1979 | Cens de 1979 | Cens de 1989 | Cens de 1989 | Cens de 2002 | Cens de 2002 | Cens de 2010 | Cens de 2010 | Cens de 20211 | Cens de 20211 |
| Grups Ètnics | Nombre       | %            | Nombre       | %            | Nombre       | %            | Nombre       | %            | Nombre       | %            | Nombre       | %            | Nombre       | %            | Nombre       | %            | Nombre        | %             |
| ------------ | ------------ | ------------ | ------------ | ------------ | ------------ | ------------ | ------------ | ------------ | ------------ | ------------ | ------------ | ------------ | ------------ | ------------ | ------------ | ------------ | ------------- | ------------- |
| Russos       | 29,102       | 25.6%        | 171,960      | 71.1%        | 200,492      | 70.4%        | 276,537      | 71.7%        | 285,626      | 70.6%        | 293,640      | 68.0%        | 288,280      | 64.5%        | 270,714      | 63.6%        | 287,778       | 64.4%         |
| Adigués      | 50,821       | 44.8%        | 55,048       | 22.8%        | 65,908       | 23.2%        | 81,478       | 21.1%        | 86,388       | 21.4%        | 95,439       | 22.1%        | 108,115      | 24.2%        | 109,699      | 25.8%        | 114,688       | 25.7%2        |
| Armenis      | 738          | 0.7%         | 2,348        | 1.0%         | 3,013        | 1.1%         | 5,217        | 1.4%         | 6,359        | 1.6%         | 10,460       | 2.4%         | 15,268       | 3.4%         | 15,561       | 3.7%         | 14,810        | 3.3%          |
| Kurds        |              |              |              |              |              |              |              |              | 2            | 0.0%         | 262          | 0.1%         | 3,631        | 0.8%         | 4,528        | 1.1%         | 5,233         | 1.2%          |
| Gitanos      |              |              |              |              |              |              |              |              | 1,109        | 0.3%         | 1,134        | 0.3%         | 1,844        | 0.4%         | 2,364        | 0.6%         | 2,908         | 0.7%          |
| Ucraïnesos   | 26,405       | 23.3%        | 6,130        | 2.5%         | 7,988        | 2.8%         | 11,214       | 2.9%         | 12,078       | 3.0%         | 13,755       | 3.2%         | 9,091        | 2.0%         | 5,856        | 1.4%         | 2,810         | 0.6%          |
| Altres       | 6,415        | 5.7%         | 6,313        | 2.6%         | 7,289        | 2.6%         | 11,198       | 2.9%         | 13,939       | 3.4%         | 18,752       | 4.3%         | 26,355       | 5.9%         | 14,093       | 3.3%         | 18,403        | 4.1%          |

1. 50.304 persones estaven registrades a partir de bases de dades administratives, i no podien declarar una ètnia. S'estima que la proporció d'ètnies en aquest grup és la mateixa que la del grup declarat.[15]
2. Inclou 397 Kabardins i 16.133 Cherkess.

### Religions

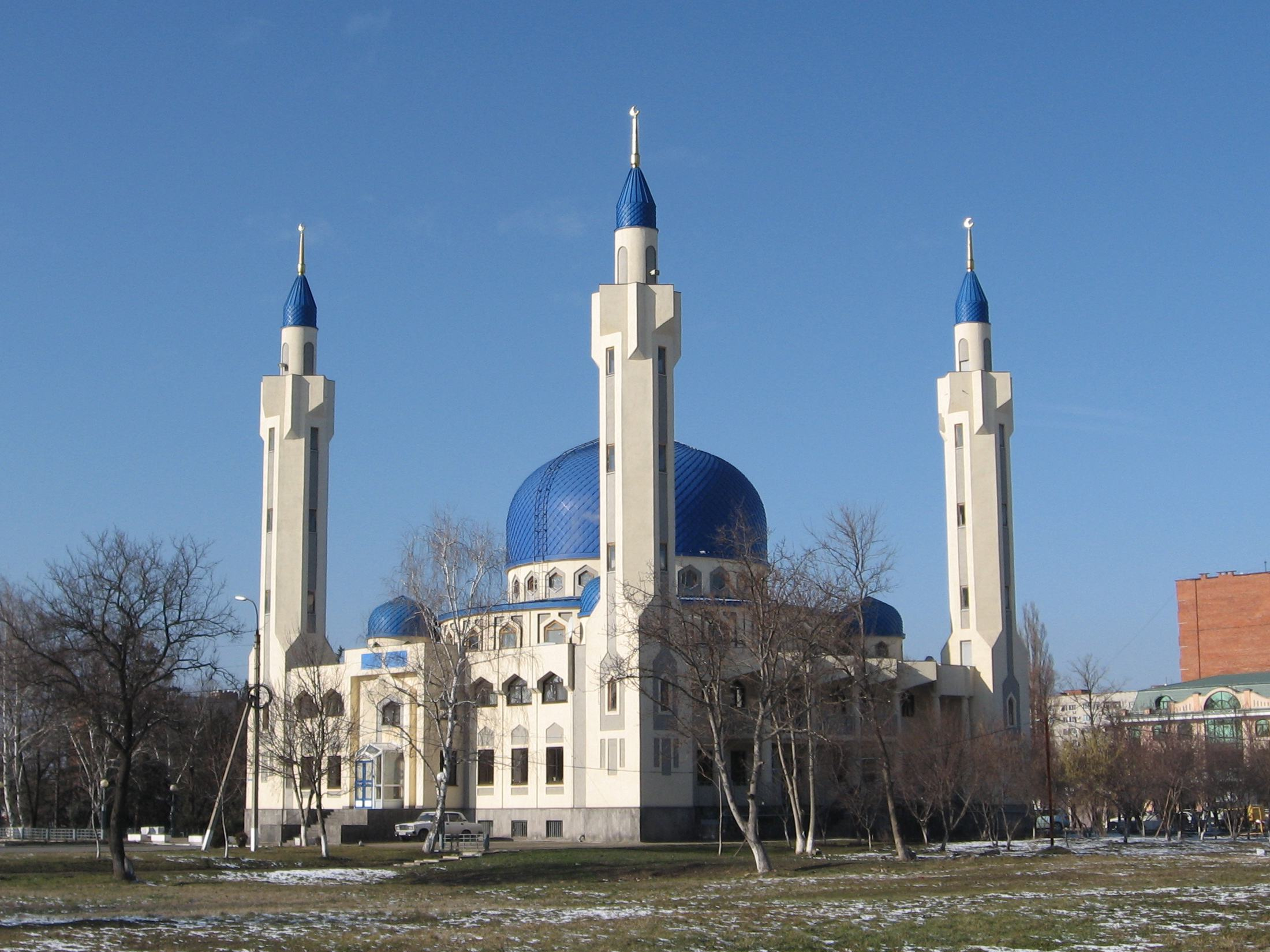
Mesquita central de Maikop

Segons una enquesta de 2012 que va entrevistar 56.900 persones el 35,4% de la població d'Adiguèsia s'adhereix a l'Església Ortodoxa Russa, el 23,6% a l'Islam, el 3% són cristians no afiliats i l'1% són creients cristians ortodoxos que no pertanyen a l'església o són membres d'altres esglésies ortodoxes. A més, el 19,8 % de la població es declara «espiritual però no religiosa» el 8 % és atea, i el 8,6 % segueix altres religions o no ha contestat a la pregunta.

## Economia

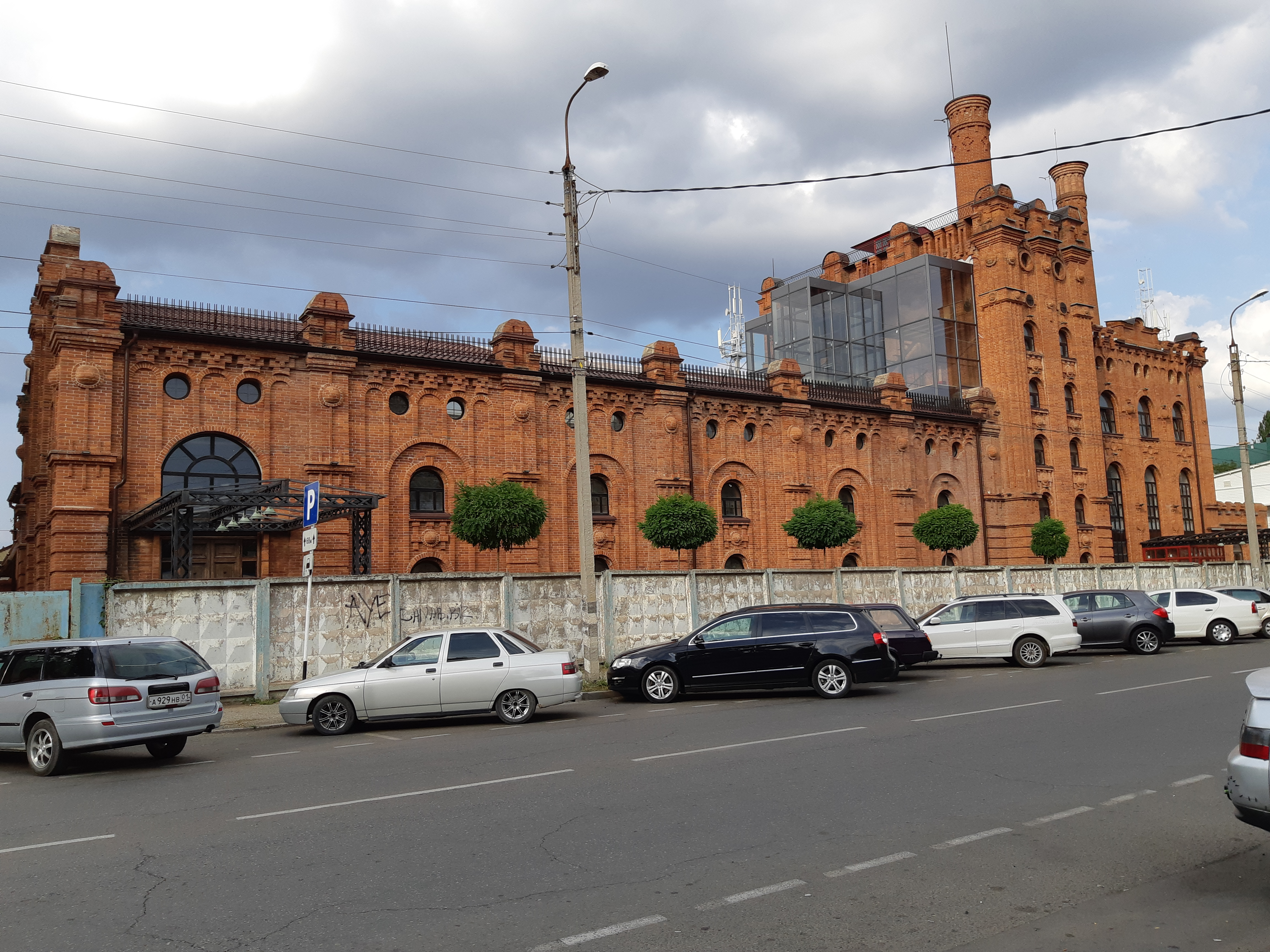
Fàbrica de cervesa a Maikop

Tot i que és una de les parts més pobres de Rússia, la república té boscos abundants i sòls rics. La regió és famosa per produir cereals, gira-sols, te, tabac i altres productes. També es desenvolupa la cria de porcs i ovelles.
L'alimentació, la fusta, la pasta i el paper, l'enginyeria pesant i la metal·lúrgia són les indústries més desenvolupades.

### Transport
Hi ha un petit aeroport a Maikop (codi d'aeroport ICAO URKM). Diverses línies de ferrocarril passen per la república.

## Cultura
La llengua adigué (Адыгабзэ) és un membre de la família de llengües del Caucas del nord-oest. Juntament amb el rus, l'adighe és la llengua oficial de la república. Hi ha 8 museus estatals i 23 museus públics a la república. El museu més gran és El Museu Nacional De La República D'Adygea.